# Reprezentacja Andory w piłce nożnej mężczyzn
Reprezentacja Andory w piłce nożnej (kat. Selecció de futbol d’Andorra) – drużyna narodowa Księstwa Andory. Jest zarządzana przez Federació Andorrana de Futbol, najważniejszą instytucję piłkarską w Andorze. Zespół nie odniósł jak do tej pory żadnych większych sukcesów z powodu małej, piątej od końca wśród państw członkowskich UEFA liczby mieszkańców kraju (tylko Liechtenstein, San Marino, Gibraltar i Wyspy Owcze są zamieszkiwane przez mniej osób). Najwyżej w rankingu FIFA Andora była 12 września 2005 oraz 16 grudnia tego samego roku. Zajmowała wówczas 125. lokatę z 356 punktami (w grudniu) i 368 punktami (we wrześniu).
Pierwszy oficjalny mecz międzynarodowy zakończył się porażką 1:6 w towarzyskim spotkaniu z Estonią w 1996 roku. Od kwalifikacji do EURO 2000 Andora bierze udział w eliminacjach do wszystkich mistrzostw kontynentu i świata, jednakże bez większych sukcesów. Do tej pory Andorczycy wygrali tylko trzynaście meczów, spośród których dziewięć rozgrywano w Księstwie. Andorska kadra ma na koncie siedem zwycięstw w meczu o stawkę (1:0 przeciwko Macedonii w kwalifikacjach do Mundialu 2006, 1:0 z Węgrami w eliminacjach do MŚ 2018, 1:0 z Mołdawią w eliminacjach do Euro 2020, 2:0 i 3:0 z San Marino w eliminacjach do MŚ 2022), a także 2:1 i 2:0 z Liechtensteinem w Lidze Narodów 2022. Pozostałe sześć zwycięstw miało miejsce w meczach towarzyskich – u siebie rywalami były Białoruś w kwietniu 2000 i Albania dwa lata później (oba mecze zakończyły się wynikiem 2:0 dla gospodarzy), a także Saint Kitts i Nevis oraz Grenada w marcu 2022 (oba mecze Andorczycy wygrali 1:0). Na wyjeździe piłkarze z Pirenejów pokonali San Marino w lutym 2017 (Andora wygrała ten mecz 2:0) oraz Liechtenstein w marcu 2018 (Andorczycy wygrali 1:0).

## Historia
Mimo że Federació Andorrana de Futbol została założona w 1994 roku, a rozgrywki ligowe w Andorze rozpoczęły się w roku 1995, reprezentacja nie mogła występować w ważnych imprezach międzynarodowych przed przystąpieniem do FIFA i UEFA w 1996 roku. Andora swój pierwszy mecz rozegrała 13 listopada 1996 w Andorra la Vella przeciwko Estonii i przegrała wówczas 1:6, a strzelcem jedynej bramki dla pokonanej drużyny był Agusti Pol (gol padł w 61. minucie).

### EURO 2000
Pierwszy mecz w ramach imprezy nadzorowanej przez FIFA zakończył się porażką 1:3 z Armenią 5 września 1998 w ramach kwalifikacji do EURO 2000. Andora przegrała wszystkie dziesięć pojedynków w tych rozgrywkach. W każdym spotkaniu różnica bramek na korzyść rywali Andorczyków wynosiła co najmniej trzy gole. Reprezentacja Księstwa zdobyła w sumie zaledwie trzy bramki, w tym dwie z rzutów karnych i dwie w meczach wyjazdowych, tracąc jednocześnie 28 goli, natomiast ich najwyższą przegraną w tych kwalifikacjach była wyjazdowa porażka 1:6 z Rosją.
| Lp. | Reprezentacja | M  | Z | R | P  | BZ | BS | RB  | Pkt |
| --- | ------------- | -- | - | - | -- | -- | -- | --- | --- |
| 1   | Francja       | 10 | 6 | 3 | 1  | 17 | 10 | +7  | 21  |
| 2   | Ukraina       | 10 | 5 | 5 | 0  | 14 | 4  | +10 | 20  |
| 3   | Rosja         | 10 | 6 | 1 | 3  | 22 | 12 | +10 | 19  |
| 4   | Islandia      | 10 | 4 | 3 | 3  | 12 | 7  | +5  | 15  |
| 5   | Armenia       | 10 | 2 | 2 | 6  | 8  | 15 | –7  | 8   |
| 6   | Andora        | 10 | 0 | 0 | 10 | 3  | 28 | –25 | 0   |

- Francja awansowała na mistrzostwa, natomiast Ukraina odpadła po barażach ze Słowenią.

### MŚ 2002
W pierwszych kwalifikacjach do mistrzostw świata Andora została wylosowana do grupy razem z Cyprem, Estonią, Irlandią, Holandią i Portugalią. Pierwszy mecz zakończył się porażką 0:1 z Estonią. W następnym pojedynku, Andorczycy ulegli Cyprowi 2:3, jednakże zdobyli pierwszego gola w ramach kwalifikacji do mistrzostw świata. Potem ponownie zostali pokonani przez Estonię, tym razem 1:2. Andora, podobnie jak w eliminacjach do mistrzostw Europy dwa lata wcześniej, przegrała wszystkie mecze. Ich jedyny gol wyjazdowy padł w przegranym 1:3 spotkaniu przeciwko Irlandii. Najwyższą porażką drużyny w kwalifikacjach było 1:7 z Portugalią na neutralnym terenie w hiszpańskiej Lleidzie. Andora zakończyła kampanię bez punktów i z 36 golami straconymi w dziesięciu meczach.
| Lp. | Reprezentacja | M  | Z | R | P  | BZ | BS | RB  | Pkt |
| --- | ------------- | -- | - | - | -- | -- | -- | --- | --- |
| 1   | Portugalia    | 10 | 7 | 3 | 0  | 33 | 7  | +26 | 24  |
| 2   | Irlandia      | 10 | 7 | 3 | 0  | 23 | 5  | +18 | 24  |
| 3   | Holandia      | 10 | 6 | 2 | 2  | 30 | 9  | +13 | 20  |
| 4   | Estonia       | 10 | 2 | 2 | 6  | 9  | 26 | –17 | 8   |
| 5   | Cypr          | 10 | 2 | 2 | 6  | 13 | 31 | –18 | 8   |
| 6   | Andora        | 10 | 0 | 0 | 10 | 5  | 36 | –31 | 0   |

- Zarówno Portugalia, jak i Irlandia wywalczyły bezpośredni awans na mundial.

### EURO 2004
W eliminacjach do EURO 2004 Andorczycy ponownie przegrali wszystkie mecze, zdobywając tylko jednego gola (w przegranym 1:2 wyjazdowym meczu przeciwko Bułgarii). W tych rozgrywkach porażki Andory były niższe niż zwykle – 0:3 z Bułgarią, Chorwacją i Belgią, dwukrotnie 0:2 z Estonią, 0:2 z Chorwacją i 0:1 z Belgią.
| Lp. | Reprezentacja | M | Z | R | P | BZ | BS | RB  | Pkt |
| --- | ------------- | - | - | - | - | -- | -- | --- | --- |
| 1   | Bułgaria      | 8 | 5 | 2 | 1 | 13 | 4  | +9  | 17  |
| 2   | Chorwacja     | 8 | 5 | 1 | 2 | 12 | 4  | +8  | 16  |
| 3   | Belgia        | 8 | 5 | 1 | 2 | 11 | 9  | +2  | 16  |
| 4   | Estonia       | 8 | 2 | 2 | 4 | 4  | 6  | –2  | 8   |
| 5   | Andora        | 8 | 0 | 0 | 8 | 1  | 18 | -17 | 0   |

- Bułgaria awansowała na mistrzostwa bezpośrednio, natomiast Chorwacja wywalczyła awans po pokonaniu Słowenii w barażach.

### MŚ 2006
Kwalifikacje do Mistrzostw Świata 2006 zakończyły się dla Andorczyków sukcesem. Wygrali oni swój pierwszy mecz o stawkę (1:0 w meczu u siebie przeciwko Macedonii). Andorski zawodnik, Marc Bernaus, grający wówczas w hiszpańskim drugoligowcu Elche CF, otrzymał długie podanie na klatkę piersiową i strzelił gola z woleja w 60. minucie meczu. Zaledwie 200 osób oglądało ten mecz na żywo w stolicy Andory. Po meczu, trener Macedonii Dragan Kanatłarowski zrezygnował ze stanowiska i nazwał rezultat „pełnym obciachu wynikiem i upokorzeniem”. Jego dymisja nie została jednak przyjęta. Andora wywalczyła jeszcze dwa bezbramkowe remisy – w Macedonii (po tym meczu Kanatłarowski po raz drugi podał się do dymisji, która tym razem została przyjęta) i w domowym meczu przeciwko Finlandii, która przystąpiła do spotkania bez kontuzjowanego Litmanena. Turniej ten był pierwszym, w którym Andora zdobyła punkty. Ponadto drużyna z Pirenejów była zespołem, który został ukarany największą liczbą kartek w tych eliminacjach.
| Lp. | Reprezentacja | M  | Z  | R | P | BZ | BS | RB  | Pkt |
| --- | ------------- | -- | -- | - | - | -- | -- | --- | --- |
| 1   | Holandia      | 12 | 10 | 2 | 0 | 27 | 7  | +20 | 32  |
| 2   | Czechy        | 12 | 9  | 0 | 3 | 38 | 12 | +26 | 27  |
| 3   | Rumunia       | 12 | 8  | 1 | 3 | 22 | 11 | +11 | 25  |
| 4   | Finlandia     | 12 | 5  | 1 | 6 | 21 | 19 | +2  | 16  |
| 5   | Macedonia     | 12 | 2  | 3 | 7 | 11 | 24 | –13 | 9   |
| 6   | Armenia       | 12 | 2  | 1 | 9 | 9  | 25 | –14 | 7   |
| 7   | Andora        | 12 | 1  | 2 | 9 | 4  | 34 | –30 | 5   |

- Holandia awansowała na mundial bezpośrednio, natomiast Czechy wyeliminowały w barażach Norwegię.

### EURO 2008
W kwalifikacjach do EURO 2008, Andora po raz kolejny przegrała wszystkie mecze. Najbliżej wywalczenia punktów była przeciwko Rosji 21 listopada 2007, kiedy przegrała 0:1, co pozwoliło Sbornej awansować na mistrzostwa w wyniku porażki Anglii. Najwyższą porażką Andory było 0:7 przeciwko Chorwacji w Andorra la Vella, co jest ich najgorszym wynikiem we wszystkich zawodach UEFA i wraz z wyjazdową porażką 1:8 w starciu z Czechami w eliminacjach do MŚ 2006 najgorszym wynikiem w ogóle. Andora w 12 meczach eliminacji do EURO 2008 strzeliła tylko dwa gole a straciła 42.
| Lp. | Reprezentacja | M  | Z | R | P  | BZ | BS | RB  | Pkt |
| --- | ------------- | -- | - | - | -- | -- | -- | --- | --- |
| 1   | Chorwacja     | 12 | 9 | 2 | 1  | 28 | 8  | +20 | 29  |
| 2   | Rosja         | 12 | 7 | 3 | 2  | 18 | 7  | +11 | 24  |
| 3   | Anglia        | 12 | 7 | 2 | 3  | 24 | 7  | +17 | 23  |
| 4   | Izrael        | 12 | 7 | 2 | 3  | 20 | 12 | +8  | 23  |
| 5   | Macedonia     | 12 | 4 | 2 | 6  | 12 | 12 | 0   | 14  |
| 6   | Estonia       | 12 | 2 | 1 | 9  | 5  | 21 | –16 | 7   |
| 7   | Andora        | 12 | 0 | 0 | 12 | 2  | 42 | –40 | 0   |

- Zarówno Chorwacja, jak i Rosja awansowały na mistrzostwa bezpośrednio.

### MŚ 2010

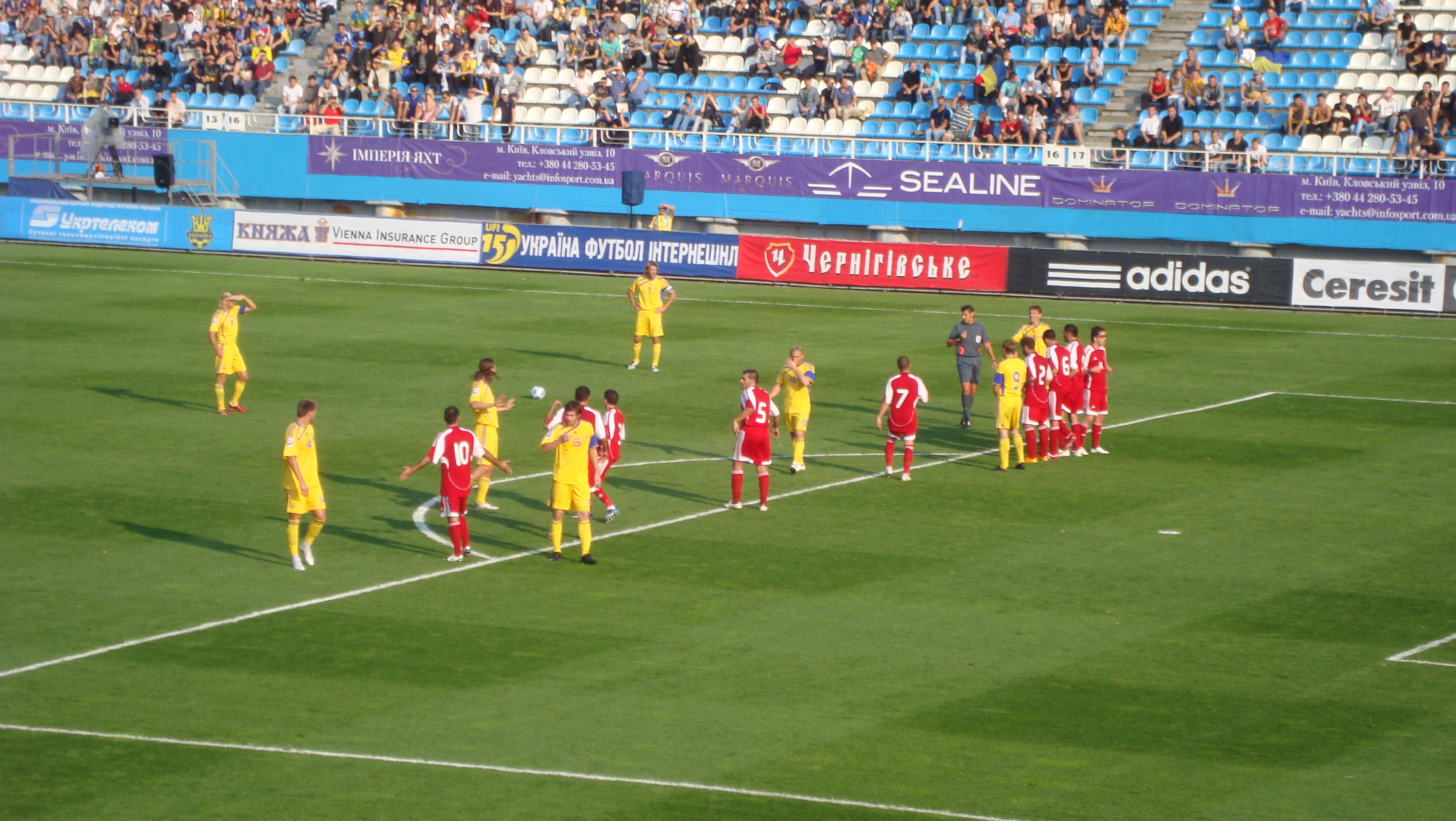
Mecz Ukraina–Andora

W eliminacjach do Mundialu 2010 Andorczycy także przegrali wszystkie spotkania. Podczas kwalifikacji strzelili trzy gole (w przegranych meczach z Białorusią i Kazachstanem) i stracili 39, z czego 11 z Ukrainą. Najwyższymi porażkami andorskiej kadry były przegrane 0:6 mecze z Anglią oraz Ukrainą, w meczach zakończonych najwyższymi rezultatami w grupie.
| Lp. | Reprezentacja | M  | Z | R | P  | BZ | BS | RB  | Pkt |
| --- | ------------- | -- | - | - | -- | -- | -- | --- | --- |
| 1   | Anglia        | 10 | 9 | 1 | 0  | 34 | 6  | +28 | 28  |
| 2   | Ukraina       | 10 | 6 | 3 | 1  | 21 | 6  | +15 | 21  |
| 3   | Chorwacja     | 10 | 6 | 2 | 2  | 19 | 13 | +6  | 20  |
| 4   | Białoruś      | 10 | 4 | 1 | 5  | 19 | 14 | +5  | 13  |
| 5   | Kazachstan    | 10 | 2 | 0 | 8  | 11 | 29 | –18 | 6   |
| 6   | Andora        | 10 | 0 | 0 | 10 | 3  | 39 | –36 | 0   |

- Anglia awansowała na mistrzostwa bezpośrednio, natomiast Ukraina odpadła w barażach z Grecją.

### EURO 2012

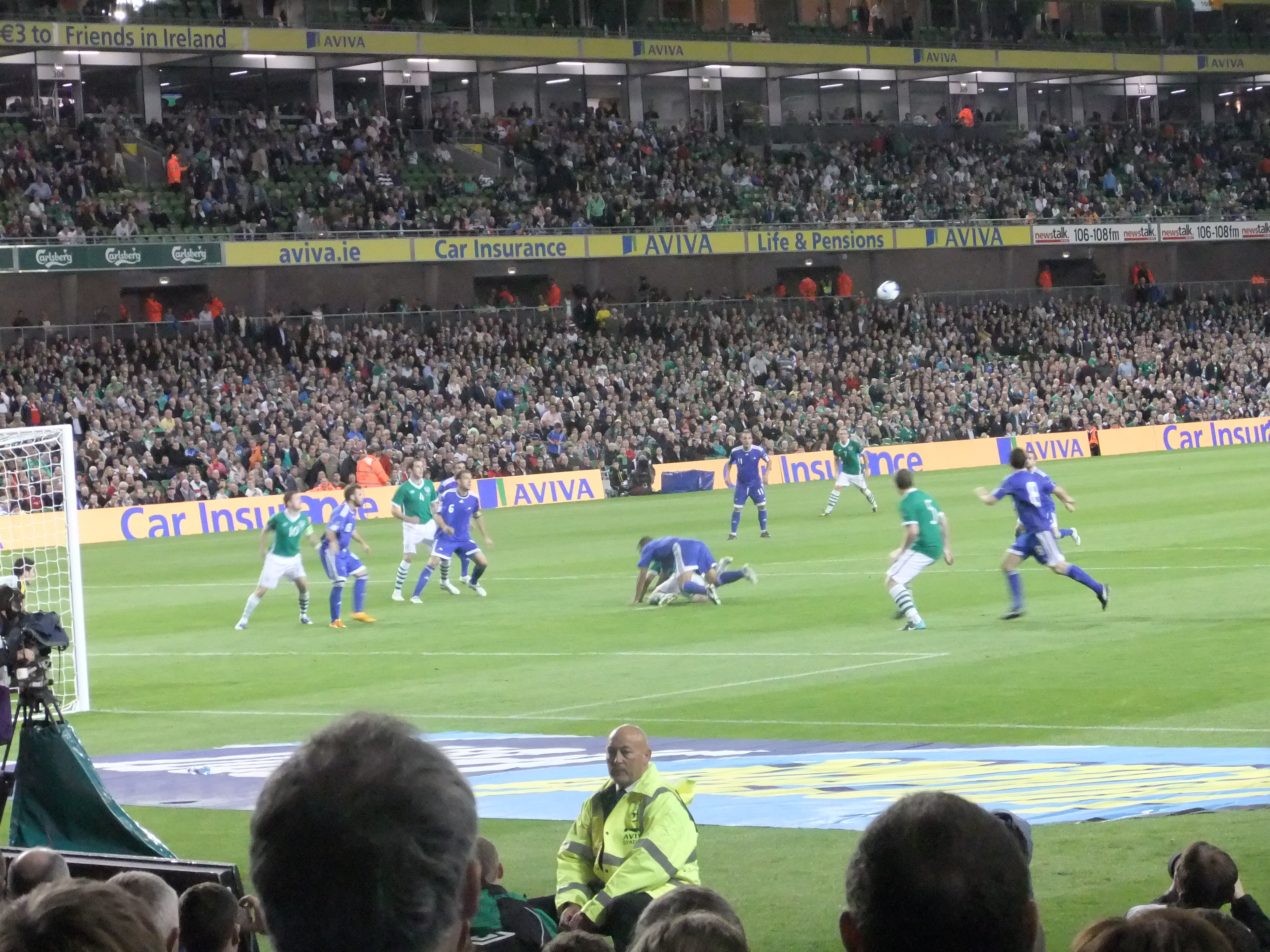
Mecz Irlandia–Andora

Eliminacje do EURO 2012 zakończyły się podobnie; Andora przegrała wszystkie 10 meczów, strzelając zaledwie jednego gola i tracąc 25 (czwarty od końca wynik), w tym najwięcej (8) z Rosją. Najlepszymi wynikami kadry były dwie jednobramkowe porażki ze Słowacją i rezultat 1:3 przeciwko Irlandii. Andora była jedną z najczęściej faulowanych drużyn w kwalifikacjach do polsko-ukraińskiej imprezy (142 faule; 5. miejsce). Najwyższą porażką zespołu z Pirenejów w tych eliminacjach było 0:6 w meczu z Rosją rozegranym na Łużnikach w Moskwie.
| Lp. | Reprezentacja | M  | Z | R | P  | BZ | BS | RB  | Pkt |
| --- | ------------- | -- | - | - | -- | -- | -- | --- | --- |
| 1   | Rosja         | 10 | 7 | 2 | 1  | 17 | 4  | +13 | 23  |
| 2   | Irlandia      | 10 | 6 | 3 | 1  | 15 | 7  | +8  | 21  |
| 3   | Armenia       | 10 | 5 | 2 | 3  | 22 | 10 | +12 | 17  |
| 4   | Słowacja      | 10 | 4 | 3 | 3  | 7  | 10 | –3  | 15  |
| 5   | Macedonia     | 10 | 2 | 2 | 6  | 8  | 14 | –6  | 8   |
| 6   | Andora        | 10 | 0 | 0 | 10 | 1  | 25 | –24 | 0   |

- Rosja awansowała na mistrzostwa bezpośrednio, natomiast Irlandia pokonała w barażach Estonię.

### MŚ 2014
Eliminacje do MŚ 2014 okazały się kolejnymi, w których Andora nie zdobyła ani jednego punktu. Andorczycy w 10 meczach stracili 30 goli, w tym najwięcej (8) z Rumunią. Najwyższą porażką drużyny z Pirenejów w tych kwalifikacjach było 0:5 z Węgrami 7 września 2012 w Andorra la Vella i Turcją 6 września 2013 w Kayseri. Reprezentacja Andory była jedyną kadrą, która nie strzeliła ani jednego gola w eliminacjach ze wszystkich biorących udział w kwalifikacjach drużyn.
| Lp. | Reprezentacja | M  | Z | R | P  | BZ | BS | RB  | Pkt |
| --- | ------------- | -- | - | - | -- | -- | -- | --- | --- |
| 1   | Holandia      | 10 | 9 | 1 | 0  | 34 | 5  | +29 | 28  |
| 2   | Rumunia       | 10 | 6 | 1 | 3  | 19 | 12 | +7  | 19  |
| 3   | Węgry         | 10 | 5 | 2 | 3  | 21 | 20 | +1  | 17  |
| 4   | Turcja        | 10 | 5 | 1 | 3  | 16 | 9  | +7  | 16  |
| 5   | Estonia       | 10 | 2 | 1 | 6  | 6  | 20 | -14 | 7   |
| 6   | Andora        | 10 | 0 | 0 | 10 | 0  | 30 | –30 | 0   |

- Holandia awansowała na mistrzostwa bezpośrednio, natomiast Rumunia odpadła w barażach z Grecją.

### EURO 2016

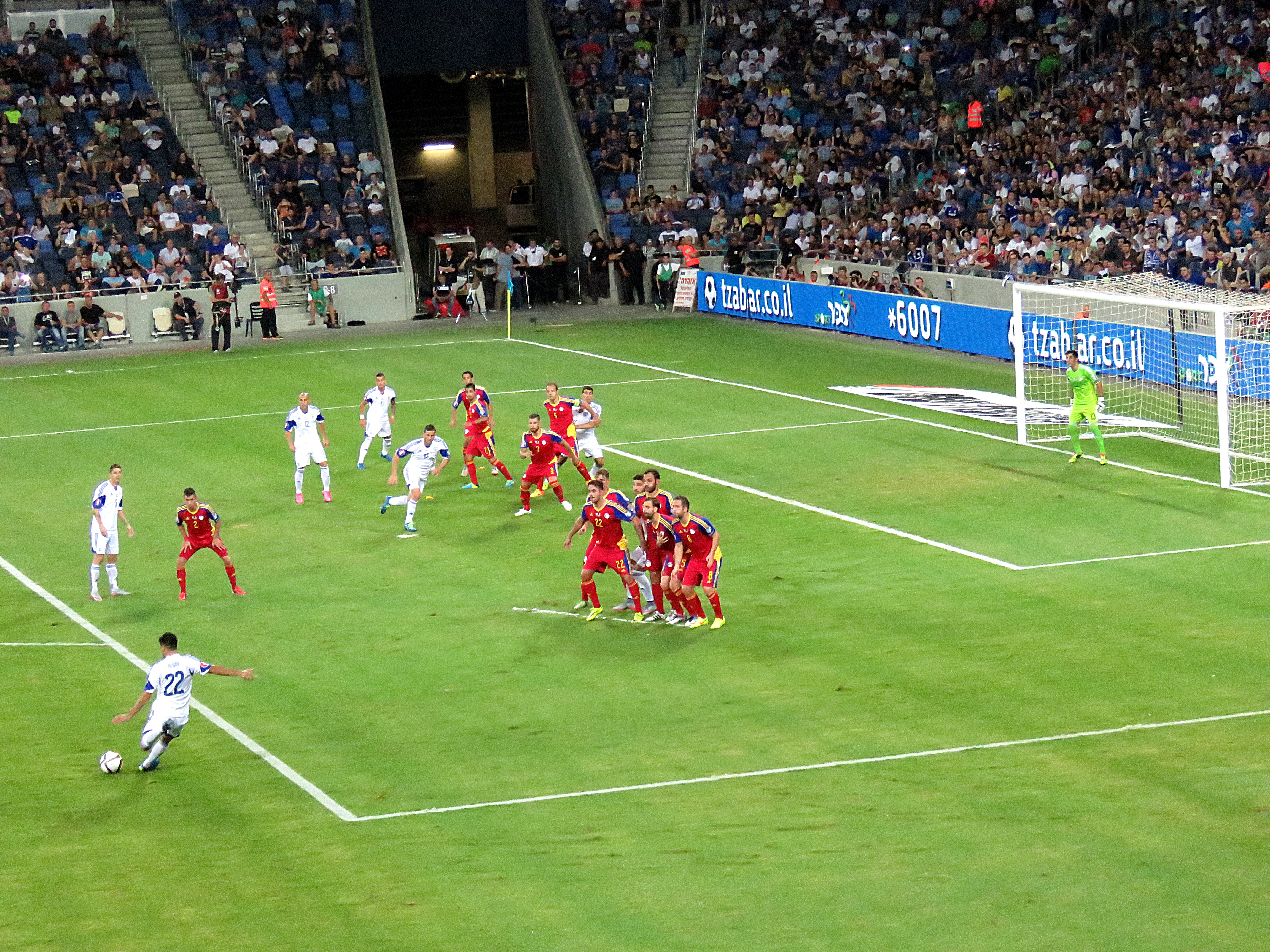
Mecz Izrael–Andora

W eliminacjach do mistrzostw Europy w 2016 roku Andora ponownie przegrała wszystkie mecze. Najwyższą porażką drużyny było 0:6 z Belgią w Brukseli 10 października 2014. Andorska kadra strzeliła 4 gole (w meczach u siebie z Walią, Izraelem, Cyprem i Belgią) oraz straciła 36, w tym najwięcej (10) z Belgią. Zawodnicy reprezentacji z Pirenejów otrzymali łącznie 37 żółtych kartek podczas eliminacji – najwięcej spośród wszystkich drużyn biorących w nich udział. Andorczycy byli też najczęściej faulującym zespołem w eliminacjach do francuskich mistrzostw – popełnili 158 fauli. Andorscy piłkarze pięciokrotnie znajdowali się na spalonym – jest to najniższy wynik spośród wszystkich uczestników eliminacji. Wykonali oni również najmniej podań (902, z czego 542 celne, co daje najniższą ze wszystkich drużyn skuteczność – 60%), a także najrzadziej znajdowali się przy piłce – ich średnie posiadanie piłki wyniosło 26%. Reprezentacja księstwa oddała również najmniej strzałów na bramkę – 32.
| Lp. | Reprezentacja        | M  | Z | R | P  | BZ | BS | RB  | Pkt |
| --- | -------------------- | -- | - | - | -- | -- | -- | --- | --- |
| 1   | Belgia               | 10 | 7 | 2 | 1  | 24 | 5  | +19 | 23  |
| 2   | Walia                | 10 | 6 | 3 | 1  | 11 | 4  | +7  | 21  |
| 3   | Bośnia i Hercegowina | 10 | 5 | 2 | 3  | 17 | 12 | +5  | 17  |
| 4   | Izrael               | 10 | 4 | 1 | 5  | 16 | 14 | +2  | 13  |
| 5   | Cypr                 | 10 | 4 | 0 | 6  | 16 | 17 | -1  | 12  |
| 6   | Andora               | 10 | 0 | 0 | 10 | 4  | 36 | –32 | 0   |

- Belgia i Walia awansowały na mistrzostwa bezpośrednio, natomiast Bośnia i Hercegowina odpadła w barażach z Irlandią.

### MŚ 2018

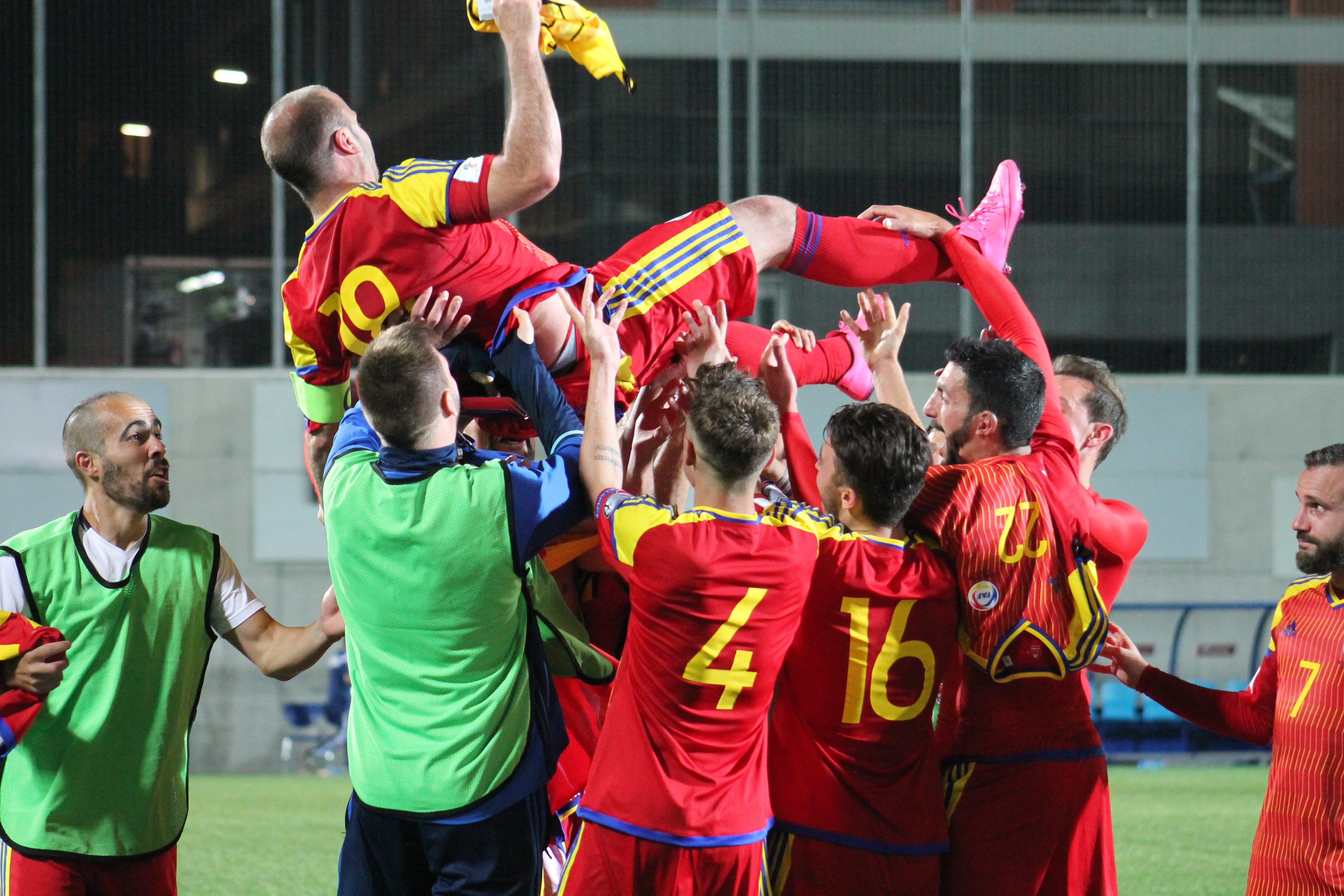
Radość andorskich piłkarzy po wygranej z Węgrami

Eliminacje do Mistrzostw Świata 2018 były pierwszymi od 12 lat, w których Andorczycy zdobyli punkty. 9 czerwca 2017 piłkarze z Księstwa pokonali na własnym stadionie 1:0 Węgrów po golu Marca Rebésa w 26. minucie spotkania, przerywając serię 66 meczów o stawkę bez zwycięstwa. Ponadto 25 marca 2017, również u siebie, zremisowali bezbramkowo z Wyspami Owczymi. Pozostałe spotkania Andorczyków zakończyły się ich porażkami: 0:6 i 0:2 z Portugalią, 1:2 i 0:3 ze Szwajcarią, 0:1 i 0:4 z Łotwą, 0:1 z Wyspami Owczymi oraz 0:4 z Węgrami. Łącznie piłkarze z Księstwa strzelili 2 gole (tyle co San Marino i o 1 więcej od Liechtensteinu) i stracili 23. Byli także najczęściej faulowanym zespołem w eliminacjach (163 razy) oraz trzecim pod względem największej liczby dokonanych fauli (179, o 1 mniej od Łotwy i Mołdawii). Najrzadziej (pięciokrotnie) znajdowali się na spalonym.
| Lp. | Reprezentacja | M  | Z | R | P | BZ | BS | RB  | Pkt |
| --- | ------------- | -- | - | - | - | -- | -- | --- | --- |
| 1.  | Portugalia    | 10 | 9 | 0 | 1 | 32 | 4  | +28 | 27  |
| 2.  | Szwajcaria    | 10 | 9 | 0 | 1 | 23 | 7  | +16 | 27  |
| 3.  | Węgry         | 10 | 4 | 1 | 5 | 14 | 14 | 0   | 13  |
| 4.  | Wyspy Owcze   | 10 | 2 | 3 | 5 | 4  | 16 | -12 | 9   |
| 5.  | Łotwa         | 10 | 2 | 1 | 7 | 7  | 18 | -11 | 7   |
| 6.  | Andora        | 10 | 1 | 1 | 8 | 2  | 23 | -21 | 4   |

- Portugalia awansowała na mistrzostwa bezpośrednio, a Szwajcaria pokonała w barażach Irlandię Północną.

### EURO 2020
Eliminacje do Euro 2020 zakończyły się dla Andorczyków sukcesem - po raz pierwszy w historii piłkarze z Księstwa nie zajęli ostatniego miejsca w grupie. Andorczycy zakończyli zmagania na przedostatniej, piątej pozycji z 4 punktami, wyprzedzając Mołdawię. Andorczycy wygrali 1:0 z Mołdawią u siebie 11 października 2019 oraz zremisowali 2:2 z Albanią na wyjeździe po dwóch golach Cristiana Martíneza. Został on tym samym pierwszym w historii reprezentacji zawodnikiem, który strzelił 2 gole w jednym meczu. Ponadto spotkanie z Albanią było dla Andorczyków pierwszym w historii meczem o stawkę, w którym strzelili oni 2 gole na wyjeździe. Najwyższą porażką andorskiej kadry w tych eliminacjach było 0:4 z Francją u siebie 11 czerwca 2019. Po tym spotkaniu karierę zakończył ostatni reprezentant Andory, który wystąpił w inauguracyjnym spotkaniu z Estonią w 1996 roku, Juli Sánchez. Pozostałe wyniki piłkarzy z Pirenejów to 0:3 z Francją na wyjeździe i Albanią u siebie, 0:2 w obu meczach z Islandią oraz u siebie z Turcją, 0:1 na wyjeździe z Mołdawią i Turcją.
| Lp. | Reprezentacja | M  | Z | R | P | BZ | BS | RB  | Pkt |
| --- | ------------- | -- | - | - | - | -- | -- | --- | --- |
| 1.  | Francja       | 10 | 8 | 1 | 1 | 25 | 6  | +19 | 25  |
| 2.  | Turcja        | 10 | 7 | 2 | 1 | 18 | 3  | +15 | 23  |
| 3.  | Islandia      | 10 | 6 | 1 | 3 | 14 | 11 | +3  | 19  |
| 4.  | Albania       | 10 | 4 | 1 | 5 | 16 | 14 | +2  | 13  |
| 5.  | Andora        | 10 | 1 | 1 | 8 | 3  | 20 | -17 | 4   |
| 6.  | Mołdawia      | 10 | 1 | 0 | 9 | 4  | 26 | -22 | 3   |

- Francja i Turcja awansowały na mistrzostwa bezpośrednio, a Islandia odpadła w barażach z Węgrami.

### MŚ 2022
W eliminacjach do Mundialu 2022 Andora po raz pierwszy w historii była losowana z piątego koszyka i trafiła do grupy z Anglią, Polską, Węgrami, Albanią i San Marino. Andorczycy zakończyli rywalizację w grupie na piątym miejscu z 6 punktami, wyprzedzając San Marino. Piłkarze z Księstwa dwukrotnie pokonali kadrę z Półwyspu Apenińskiego: 2:0 u siebie i 3:0 na wyjeździe (było to pierwsze wyjazdowe zwycięstwo Andorczyków w meczu o punkty), natomiast pozostałe spotkania przegrali. Oprócz spotkań z San Marino, piłkarze z Pirenejów strzelili gola w obu meczach z Węgrami (1:4 i 1:2) oraz w spotkaniu u siebie z Polską (1:4). Ponadto, Andorczycy przegrali dwukrotnie 0:1 z Albanią, 0:3 z Polską, a także 0:4 i 0:5 z Anglią. Ponadto Andorczycy popełnili najwięcej fauli ze wszystkich drużyn biorących udział w eliminacjach w strefie europejskiej (194) oraz otrzymali najwięcej żółtych kartek (31).
| Lp. | Reprezentacja | M  | Z | R | P  | BZ | BS | RB  | Pkt |
| --- | ------------- | -- | - | - | -- | -- | -- | --- | --- |
| 1.  | Anglia        | 10 | 8 | 2 | 0  | 39 | 3  | +36 | 26  |
| 2.  | Polska        | 10 | 6 | 2 | 2  | 30 | 11 | +19 | 20  |
| 3.  | Albania       | 10 | 6 | 0 | 4  | 12 | 12 | 0   | 18  |
| 4.  | Węgry         | 10 | 5 | 2 | 3  | 19 | 13 | +6  | 17  |
| 5.  | Andora        | 10 | 2 | 0 | 8  | 8  | 24 | –16 | 6   |
| 6.  | San Marino    | 10 | 0 | 0 | 10 | 1  | 46 | –45 | 0   |

Anglia awansowała na mistrzostwa bezpośrednio, natomiast Polska pokonała w barażach Szwecję.

### Euro 2024
W eliminacjach do Euro 2024, Andora trafiła do grupy ze Szwajcarią, Rumunią, Izraelem, Kosowem i Białorusią. Piłkarze z Księstwa zajęli ostatnie miejsce w grupie, zdobywając 2 punkty. Andorczycy zremisowali 1:1 w meczu wyjazdowym z Kosowem oraz 0:0 u siebie z Białorusią, natomiast wszystkie pozostałe mecze przegrali. Poza meczem z Kosowem, piłkarze z Andory strzelali gola również w przegranym 1:2 spotkaniu ze Szwajcarią przed własną publicznością oraz przegranym 1:2 wyjazdowym meczu z Izraelem. Najwyższą porażką Andorczyków w tych eliminacjach było 0:4 na wyjeździe z Rumunią.
| Zespół     | Pkt | M  | W | R | P | Br+ | Br− | +/− |
| ---------- | --- | -- | - | - | - | --- | --- | --- |
| Rumunia    | 19  | 10 | 6 | 4 | 0 | 16  | 5   | +11 |
| Szwajcaria | 17  | 10 | 4 | 5 | 1 | 22  | 11  | +11 |
| Izrael     | 12  | 10 | 4 | 3 | 3 | 11  | 11  | 0   |
| Białoruś   | 11  | 10 | 3 | 3 | 4 | 9   | 14  | -5  |
| Kosowo     | 9   | 10 | 2 | 5 | 3 | 10  | 10  | 0   |
| Andora     | 2   | 10 | 0 | 2 | 8 | 3   | 20  | -17 |

Rumunia i Szwajcaria awansowały bezpośrednio, natomiast Izrael zagra w barażach.

### Liga Narodów
24 stycznia 2018 w Lozannie odbyło się losowanie grup nowo powstałej Ligi Narodów UEFA. Andorczycy znaleźli się w grupie pierwszej dywizji D razem z Gruzją, Łotwą i Kazachstanem. Zakończyli rywalizację na ostatnim, 4. miejscu w grupie, nie wygrywając żadnego spotkania i czterokrotnie remisując. W kolejnej edycji tych rozgrywek, drużyna z Pirenejów trafiła ponownie do pierwszej grupy dywizji D, tym razem rywalizując z Wyspami Owczymi, Maltą i Łotwą. Andorczycy ponownie zajęli ostatnie miejsce, nie wygrywając żadnego spotkania i dwukrotnie remisując.

## Bilans meczów przeciwko wszystkim reprezentacjom
Na podstawie
| Rywal                         | Mecze | Zwycięstwa | Remisy | Porażki | BZ | BS  | BB   | % Zwycięstw |
| ----------------------------- | ----- | ---------- | ------ | ------- | -- | --- | ---- | ----------- |
| Albania                       | 7     | 1          | 1      | 5       | 4  | 11  | −7   | 14%         |
| Anglia                        | 6     | 0          | 0      | 4       | 0  | 25  | −25  | 0%          |
| Armenia                       | 8     | 0          | 1      | 7       | 2  | 20  | −18  | 0%          |
| Austria                       | 1     | 0          | 0      | 1       | 0  | 1   | −1   | 0%          |
| Azerbejdżan                   | 5     | 0          | 4      | 1       | 1  | 2   | −1   | 0%          |
| Belgia                        | 6     | 0          | 1      | 5       | 1  | 15  | −14  | 0%          |
| Białoruś                      | 4     | 1          | 0      | 3       | 4  | 11  | −7   | 25%         |
| Bośnia i Hercegowina          | 2     | 0          | 0      | 2       | 0  | 6   | −6   | 0%          |
| Brazylia                      | 1     | 0          | 0      | 1       | 0  | 3   | −3   | 0%          |
| Bułgaria                      | 2     | 0          | 0      | 2       | 1  | 5   | −4   | 0%          |
| Chiny                         | 1     | 0          | 1      | 0       | 0  | 0   | 0    | 0%          |
| Chorwacja                     | 6     | 0          | 0      | 6       | 0  | 24  | −24  | 0%          |
| Cypr                          | 5     | 0          | 0      | 5       | 3  | 17  | −14  | 0%          |
| Czechy                        | 2     | 0          | 0      | 2       | 1  | 12  | −11  | 0%          |
| Estonia                       | 12    | 0          | 0      | 12      | 5  | 28  | −23  | 0%          |
| Finlandia                     | 2     | 0          | 1      | 1       | 0  | 3   | −3   | 0%          |
| Francja                       | 5     | 0          | 0      | 5       | 0  | 14  | −14  | 0%          |
| Gabon                         | 1     | 0          | 0      | 1       | 0  | 2   | −2   | 0%          |
| Gibraltar                     | 2     | 0          | 1      | 1       | 0  | 1   | –1   | 0%          |
| Grenada                       | 1     | 1          | 0      | 0       | 1  | 0   | +1   | 100%        |
| Gruzja                        | 2     | 0          | 1      | 1       | 1  | 4   | −3   | 0%          |
| Gwinea Równikowa              | 1     | 0          | 0      | 1       | 0  | 1   | −1   | 0%          |
| Hiszpania                     | 1     | 0          | 0      | 1       | 0  | 4   | −4   | 0%          |
| Holandia                      | 6     | 0          | 0      | 6       | 0  | 21  | −21  | 0%          |
| Islandia                      | 7     | 0          | 0      | 7       | 0  | 18  | −18  | 0%          |
| Indonezja                     | 1     | 0          | 0      | 1       | 0  | 1   | -1   | 0%          |
| Irlandia                      | 5     | 0          | 0      | 5       | 3  | 15  | −12  | 0%          |
| Izrael                        | 6     | 0          | 0      | 6       | 3  | 18  | −15  | 0%          |
| Katar                         | 1     | 0          | 0      | 1       | 0  | 1   | –1   | 0%          |
| Kazachstan                    | 4     | 0          | 1      | 3       | 2  | 11  | −9   | 0%          |
| Kosowo                        | 2     | 0          | 1      | 1       | 1  | 4   | –3   | 0%          |
| Liechtenstein                 | 4     | 3          | 0      | 1       | 5  | 2   | +3   | 75%         |
| Litwa                         | 2     | 0          | 0      | 2       | 1  | 7   | −6   | 0%          |
| Łotwa                         | 11    | 0          | 4      | 7       | 2  | 23  | −21  | 0%          |
| Macedonia Północna            | 6     | 1          | 1      | 4       | 1  | 9   | −8   | 17%         |
| Malta                         | 4     | 0          | 3      | 1       | 3  | 5   | -2   | 0%          |
| Mołdawia                      | 8     | 1          | 2      | 5       | 4  | 10  | −6   | 12,5%       |
| Polska                        | 3     | 0          | 0      | 3       | 1  | 11  | −10  | 0%          |
| Portugalia                    | 6     | 0          | 0      | 6       | 1  | 29  | −28  | 0%          |
| Rumunia                       | 6     | 0          | 0      | 6       | 1  | 21  | −20  | 0%          |
| Rosja                         | 6     | 0          | 0      | 6       | 2  | 21  | −19  | 0%          |
| Republika Zielonego Przylądka | 2     | 0          | 1      | 1       | 1  | 2   | –1   | 0%          |
| Saint Kitts i Nevis           | 2     | 1          | 0      | 1       | 1  | 1   | 0    | 50%         |
| San Marino                    | 3     | 3          | 0      | 0       | 7  | 0   | +7   | 100%        |
| Słowacja                      | 2     | 0          | 0      | 2       | 0  | 2   | −2   | 0%          |
| Szwajcaria                    | 4     | 0          | 0      | 4       | 2  | 10  | –8   | 0%          |
| Turcja                        | 4     | 0          | 0      | 4       | 0  | 10  | −10  | 0%          |
| Ukraina                       | 4     | 0          | 0      | 4       | 0  | 17  | −17  | 0%          |
| Walia                         | 2     | 0          | 0      | 2       | 1  | 4   | -3   | 0%          |
| Węgry                         | 7     | 1          | 0      | 6       | 4  | 19  | −15  | 14,29%      |
| Wyspy Owcze                   | 5     | 0          | 2      | 3       | 0  | 4   | -4   | 0%          |
| Zjednoczone Emiraty Arabskie  | 1     | 0          | 1      | 0       | 0  | 0   | 0    | 0%          |
| Ogółem                        | 206   | 13         | 27     | 166     | 69 | 503 | −434 | 6,31%       |

## Stadion

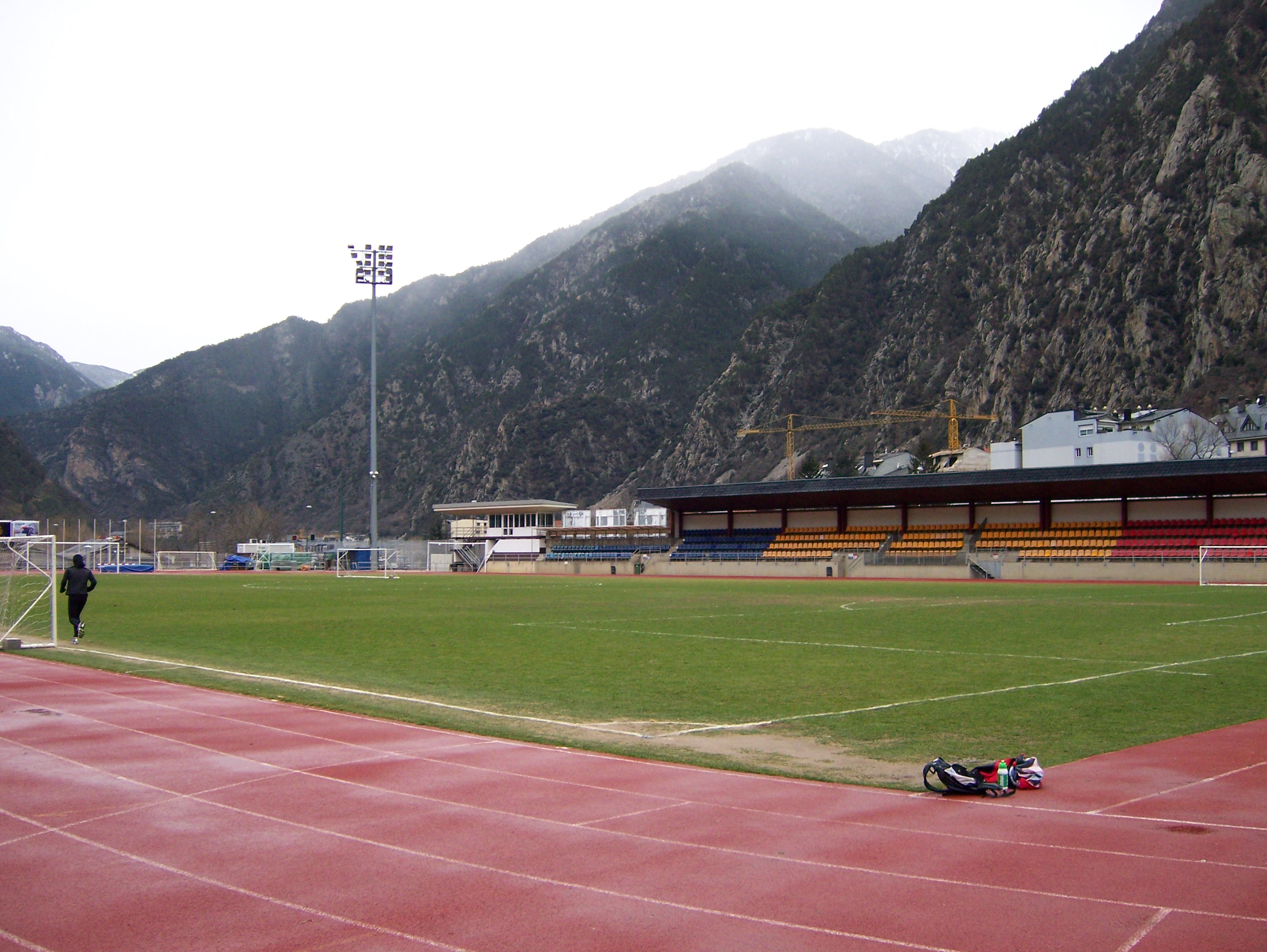
Dawny stadion narodowy Andory, Estadi Comunal d’Andorra la Vella

Andora rozgrywała mecze na Comunal d’Andorra la Vella w stolicy kraju – mieście Andora. Stadion ten może pomieścić 1299 widzów i był jedynym obiektem piłkarskim w kraju spełniającym wymogi UEFA. Swoje spotkania rozgrywają na nim także kluby FC Andorra, UE Sant Julià, FC Rànger’s, FC Santa Coloma i Lusitanos. Reprezentacja Andory okazjonalnie rozgrywa „domowe” mecze poza granicami kraju – na przykład gościła Francję w kwalifikacjach do EURO 2000 (9 czerwca 1999) i Anglię w eliminacjach do ME 2008 (28 marca 2007) i MŚ 2010 (6 września 2008) na Estadi Olímpic Lluís Companys w Barcelonie, który był stadionem klubu RCD Espanyol między 1997 a 2009 rokiem.
W 2014 roku otwarto Estadi Nacional d’Andorra, który może pomieścić 3306 widzów. 9 września 2014 odbył się na nim mecz Andora-Walia w ramach eliminacji do mistrzostw Europy 2016.

## Reputacja
Słabe wyniki Andory dają jej niską reputację w światowym futbolu. Państwo ma na koncie tylko dwie wygrane w meczach o stawkę (1:0 z Macedonią i Węgrami w eliminacjach MŚ). Z piątą od końca liczbą mieszkańców wśród państw członkowskich UEFA, utalentowanych piłkarzy jest niewielu. Zawodnicy są przeważnie amatorami, ponieważ gra w andorskiej lidze oraz treningi są dla nich zajęciem przeznaczonym na czas wolny. Ponadto piłka nożna nie jest finansowana przez państwo. We wrześniu 2011, Andora była sklasyfikowana w rankingu FIFA na ostatnim, 203. miejscu. Od momentu, gdy reprezentacja Andory rozpoczęła występy na arenie międzynarodowej w 1996 roku jej uśrednione miejsce w rankingu FIFA to 174.
W meczach przeciwko Andorze jej przeciwnicy oczekują łatwych zwycięstw, a niepowodzenie może się źle odbić na zespole. W marcu 2007 Steve McClaren i trenowana przez niego Anglia była obrażana przez kibiców podczas wygranego 3:0 meczu przeciwko Andorczykom. McClaren wyszedł z pomeczowej konferencji prasowej zaledwie po dwóch minutach pytań, mówiąc:

Gentlemen, if you want to write whatever you want to write, you can write it because that is all I am going to say. Thank you.
Jeśli chcecie napisać cokolwiek, możecie to napisać, ponieważ to jest wszystko, co miałem zamiar tu powiedzieć. Dziękuję.

Podczas wywiadu dla ITV Sport po otrzymaniu medali za wcześniejsze zwycięstwo w mistrzostwach świata w 1966 roku, Jimmy Greaves uznał Andorę za zbyt słabą, by mogła ona osiągnąć poziom, który pozwoliłby kiedykolwiek pokonać jego drużynę. Greaves zapytał „Czy kiedykolwiek widziałeś ten słaby zespół na Wembley?”.
Zespół Andory był wielokrotnie krytykowany za boiskowe chamstwo.
Kilku trenerów, m.in. Rafael Benítez, Arsène Wenger czy José Mourinho uważa, że należy wykluczyć słabe drużyny, takie jak Andora, z eliminacji do mistrzostw Europy i świata, gdyż wyniki takich spotkań są łatwe do przewidzenia, a zawodnicy ryzykują kontuzjami, natomiast inni, np. Joachim Löw sądzą, że outsiderzy powinni grać między sobą w prekwalifikacjach.
W czasie gry Andorczycy często bronią się całym zespołem przed utratą bramki. Drużyna ta jest też uważana za prezentującą antyfutbol, m.in. przez Dicka Advocaata.
Portal ranker.com sklasyfikował kadrę Andory na 12. miejscu w rankingu 30 najgorszych reprezentacji piłkarskich świata.

## Piłkarze i trenerzy

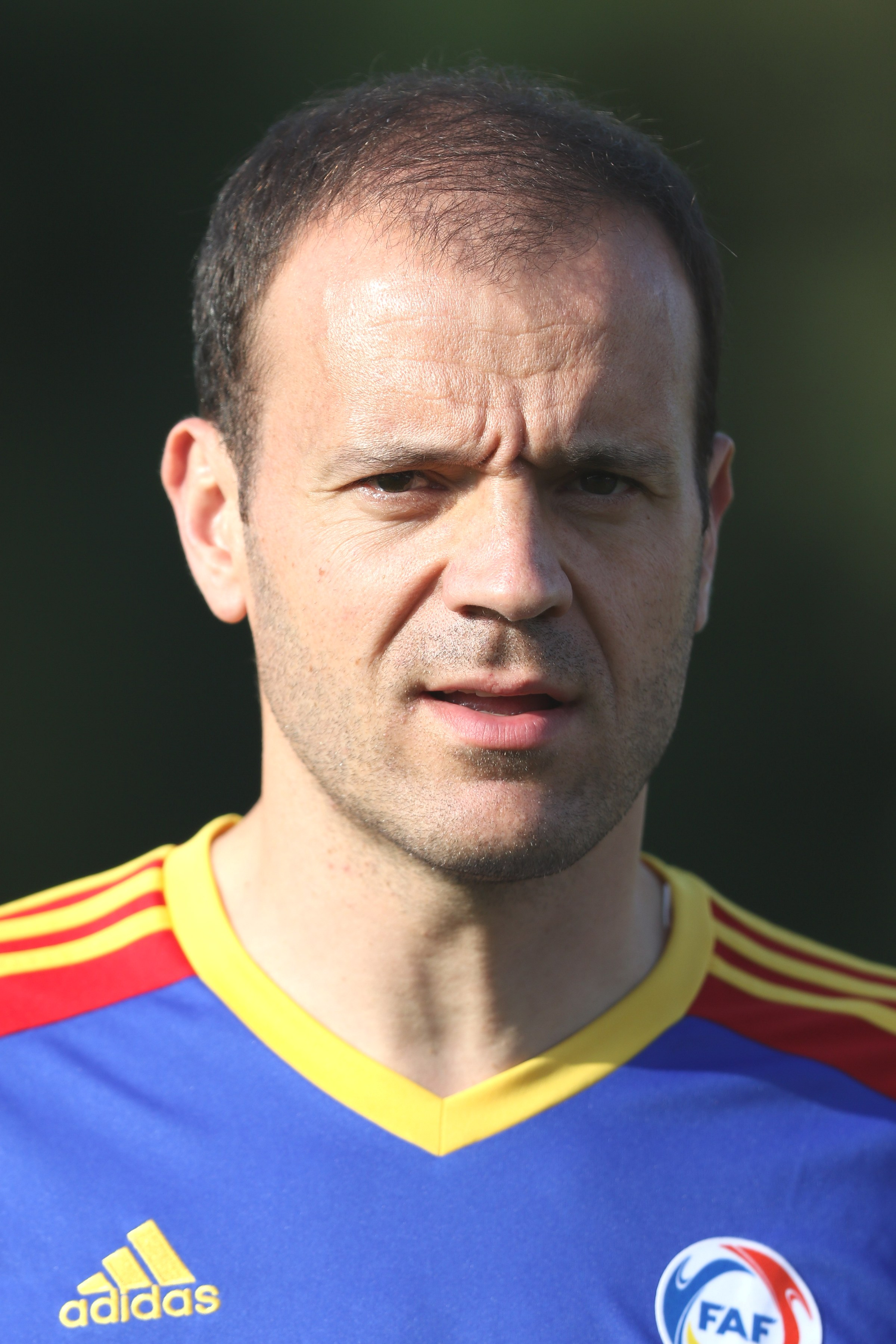
Ildefons Lima, rekordzista reprezentacji Andory pod względem liczby meczów i goli

W 2003 roku Federació Andorrana de Futbol uznała Koldo Álvareza, reprezentacyjnego bramkarza z lat 1998–2009 za najlepszego andorskiego zawodnika w historii. Podczas przegranego 0:6 meczu przeciwko Anglii na Wembley w meczu kwalifikacji do MŚ 2010 Koldo otrzymał owację na stojąco od angielskich kibiców, kiedy został zmieniony w doliczonym czasie gry. Oklaskiwali go za wiele interwencji, które zapobiegły wyższej porażce oraz dlatego, że po tym meczu zakończył karierę.
Ildefons Lima do 14 sierpnia 2013 był jedynym andorskim piłkarzem, który strzelił więcej niż 3 gole w reprezentacji (w sumie zdobył ich 11). Wówczas drugim zawodnikiem mającym na koncie więcej niż 3 bramki w kadrze został Óscar Sonejee (pracujący jako agent ubezpieczeniowy), którego 106 występów w reprezentacji jest trzecim wynikiem w kadrze Andory za Ildefonsem Limą (123 spotkania) i Márcio Vieirą (108). Koldo Álvarez jest ósmy z 78 meczami w latach 1998–2009. 14 listopada 2019 w zremisowanym 2:2 meczu z Albanią Cristian Martínez strzelił obydwa gole dla swojej drużyny, dzięki czemu został kolejnym reprezentantem Andory, który przekroczył barierę 3 strzelonych goli, jednocześnie wyprzedzając Óscara Sonejee.

#### Najwięcej występów w kadrze

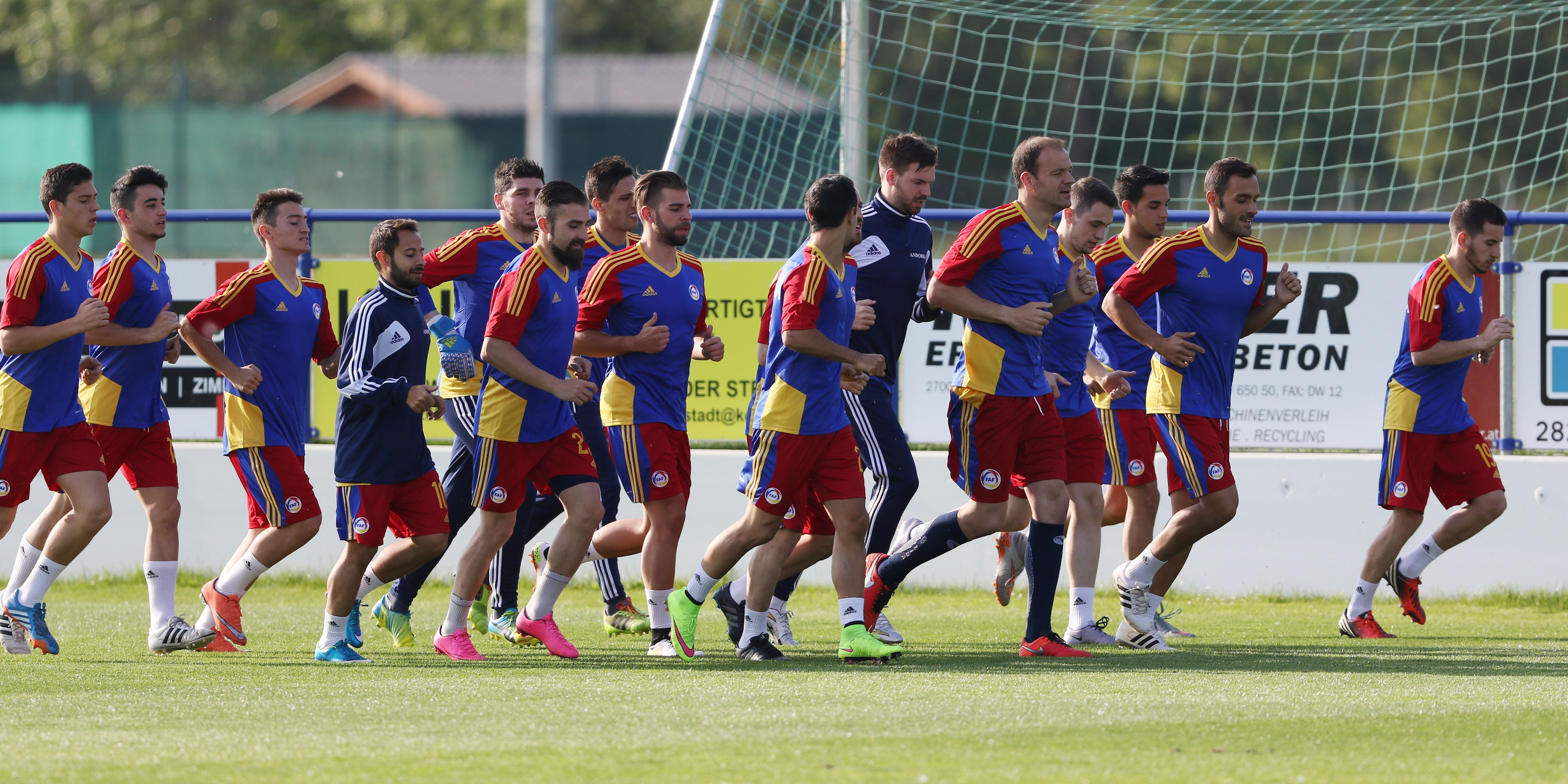
Reprezentanci Andory podczas treningu

### Rekordziści
Stan na 25 listopada 2023
     Kolorem niebieskim zaznaczono wciąż aktywnych piłkarzy
| # | Nazwisko      | Lata gry w kadrze | Mecze | Bramki |
| - | ------------- | ----------------- | ----- | ------ |
| 1 | Ildefons Lima | 1997-2023         | 137   | 11     |
| 2 | Márcio Vieira | 2005-             | 127   | 2      |
| 3 | Marc Pujol    | 2000-             | 113   | 4      |
| 4 | Óscar Sonejee | 1997-2015         | 106   | 4      |
| 5 | Marc Vales    | 2008-             | 92    | 5      |

| # | Nazwisko          | Lata gry w kadrze | Bramki | Mecze |
| - | ----------------- | ----------------- | ------ | ----- |
| 1 | Ildefons Lima     | 1997-2023         | 11     | 137   |
| 2 | Cristian Martínez | 2009-             | 5      | 77    |
| 2 | Marc Vales        | 2008-             | 5      | 92    |
| 4 | Óscar Sonejee     | 1997-2015         | 4      | 106   |
| 4 | Marc Pujol        | 2000-             | 4      | 113   |
| 4 | Albert Rosas      | 2021-             | 4      | 15    |

### Trenerzy reprezentacji Andory

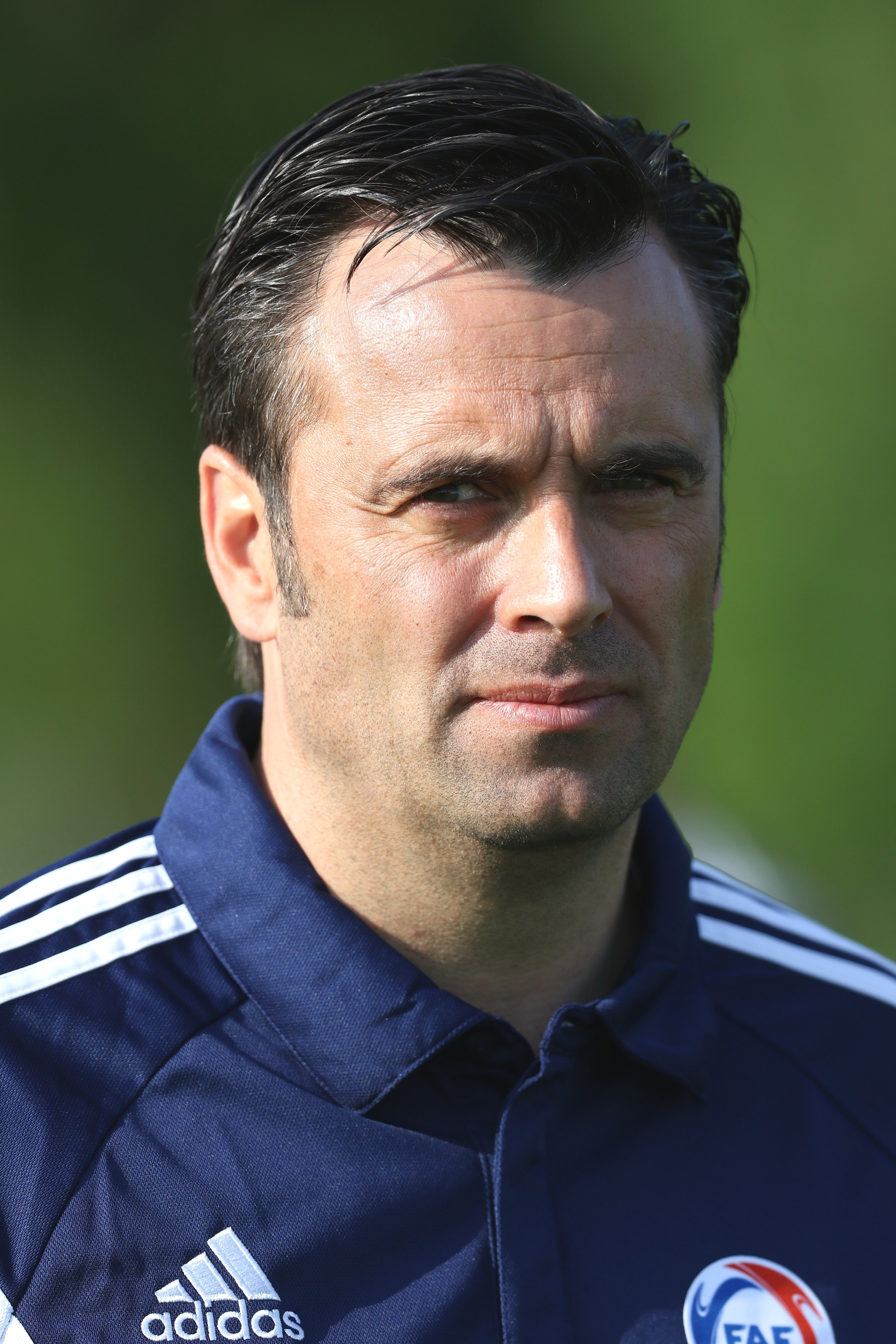
Koldo, bramkarz reprezentacji w latach 1998–2009; od 2010 selekcjoner

W pierwszym w historii meczu selekcjonerem reprezentacji Andory był Isidre Codina. Kolejny szkoleniowiec, Manoel Miluir, prowadził ją w pięciu pierwszych meczach kwalifikacyjnych do mistrzostw Europy. W 1999 roku zastąpił go David Rodrigo, którego pierwszym meczem w roli selekcjonera andorskiej kadry było przegrane 0:4 spotkanie z Ukrainą 5 czerwca 1999. Hiszpan pozostawał na stanowisku do 2010 roku, kiedy objął je Álvarez. We wrześniu 2006 Rodrigo ściągnął na siebie niezadowolenie wielu osób, gdy powiedział kapitanowi reprezentacji Izraela Josiemu Benajunowi, że Izrael był „narodem zabójców” i zagroził, że połamie zawodnikowi nogi, z kolei trzy lata później po przegranym 0:5 meczu eliminacyjnym do Mundialu 2010 z Ukrainą powiedział, że sędzia spotkania miał duży wpływ na porażkę jego zespołu.
Trenerzy drużyny narodowej Andory:
| 1996      | Hiszpania | Isidre Codina |
| 1997–1999 | Brazylia  | Manoel Miluir |
| 1999–2010 | Hiszpania | David Rodrigo |
| od 2010   | Andora    | Jesús Álvarez |

## Udział w międzynarodowych turniejach
| 1930 | Nie brała udziału, nie była członkiem FIFA | Nie brała udziału, nie była członkiem FIFA |
| 1934 | Nie brała udziału, nie była członkiem FIFA | Nie brała udziału, nie była członkiem FIFA |
| 1938 | Nie brała udziału, nie była członkiem FIFA | Nie brała udziału, nie była członkiem FIFA |
| 1950 | Nie brała udziału, nie była członkiem FIFA | Nie brała udziału, nie była członkiem FIFA |
| 1954 | Nie brała udziału, nie była członkiem FIFA | Nie brała udziału, nie była członkiem FIFA |
| 1958 | Nie brała udziału, nie była członkiem FIFA | Nie brała udziału, nie była członkiem FIFA |
| 1962 | Nie brała udziału, nie była członkiem FIFA | Nie brała udziału, nie była członkiem FIFA |
| 1966 | Nie brała udziału, nie była członkiem FIFA | Nie brała udziału, nie była członkiem FIFA |
| 1970 | Nie brała udziału, nie była członkiem FIFA | Nie brała udziału, nie była członkiem FIFA |
| 1974 | Nie brała udziału, nie była członkiem FIFA | Nie brała udziału, nie była członkiem FIFA |
| 1978 | Nie brała udziału, nie była członkiem FIFA | Nie brała udziału, nie była członkiem FIFA |
| 1982 | Nie brała udziału, nie była członkiem FIFA | Nie brała udziału, nie była członkiem FIFA |
| 1986 | Nie brała udziału, nie była członkiem FIFA | Nie brała udziału, nie była członkiem FIFA |
| 1990 | Nie brała udziału, nie była członkiem FIFA | Nie brała udziału, nie była członkiem FIFA |
| 1994 | Nie brała udziału, nie była członkiem FIFA | Nie brała udziału, nie była członkiem FIFA |
| 1998 | Nie brała udziału, nie była członkiem FIFA | Nie brała udziału, nie była członkiem FIFA |
| 2002 | Nie zakwalifikowała się                    | Nie zakwalifikowała się                    |
| 2006 | Nie zakwalifikowała się                    | Nie zakwalifikowała się                    |
| 2010 | Nie zakwalifikowała się                    | Nie zakwalifikowała się                    |
| 2014 | Nie zakwalifikowała się                    | Nie zakwalifikowała się                    |
| 2018 | Nie zakwalifikowała się                    | Nie zakwalifikowała się                    |
| 2022 | Nie zakwalifikowała się                    | Nie zakwalifikowała się                    |

| 1960 | Nie brała udziału, nie była członkiem UEFA | Nie brała udziału, nie była członkiem UEFA |
| 1964 | Nie brała udziału, nie była członkiem UEFA | Nie brała udziału, nie była członkiem UEFA |
| 1968 | Nie brała udziału, nie była członkiem UEFA | Nie brała udziału, nie była członkiem UEFA |
| 1972 | Nie brała udziału, nie była członkiem UEFA | Nie brała udziału, nie była członkiem UEFA |
| 1976 | Nie brała udziału, nie była członkiem UEFA | Nie brała udziału, nie była członkiem UEFA |
| 1980 | Nie brała udziału, nie była członkiem UEFA | Nie brała udziału, nie była członkiem UEFA |
| 1984 | Nie brała udziału, nie była członkiem UEFA | Nie brała udziału, nie była członkiem UEFA |
| 1988 | Nie brała udziału, nie była członkiem UEFA | Nie brała udziału, nie była członkiem UEFA |
| 1992 | Nie brała udziału, nie była członkiem UEFA | Nie brała udziału, nie była członkiem UEFA |
| 1996 | Nie brała udziału, nie była członkiem UEFA | Nie brała udziału, nie była członkiem UEFA |
| 2000 | Nie zakwalifikowała się                    | Nie zakwalifikowała się                    |
| 2004 | Nie zakwalifikowała się                    | Nie zakwalifikowała się                    |
| 2008 | Nie zakwalifikowała się                    | Nie zakwalifikowała się                    |
| 2012 | Nie zakwalifikowała się                    | Nie zakwalifikowała się                    |
| 2016 | Nie zakwalifikowała się                    | Nie zakwalifikowała się                    |
| 2020 | Nie zakwalifikowała się                    | Nie zakwalifikowała się                    |
| 2024 | Nie zakwalifikowała się                    | Nie zakwalifikowała się                    |

## Gole w międzynarodowych rozgrywkach
Andora strzeliła niewiele goli w meczach o punkty (mistrzostwa Europy lub mistrzostwa świata), poniższa lista jest kompletna.
(Stan na dzień 25 listopada 2023 r.)
| Numer | Turniej | Data                 | Przeciwnik         | Strzelec          | Wynik końcowy |
| ----- | ------- | -------------------- | ------------------ | ----------------- | ------------- |
| 1     | el. ME  | 5 września 1998      | Armenia            | Jesús Lucendo     | 1:3           |
| 2     | el. ME  | 31 marca 1999        | Rosja              | Emiliano González | 1:6           |
| 3     | el. ME  | 8 września 1999      | Rosja              | Justo Ruiz        | 1:2           |
| 4     | el. MŚ  | 2 września 2000      | Cypr               | Emiliano González | 2:3           |
| 5     | el. MŚ  | 2 września 2000      | Cypr               | Ildefons Lima     | 2:3           |
| 6     | el. MŚ  | 7 października 2000  | Estonia            | Justo Ruiz        | 1:2           |
| 7     | el. MŚ  | 25 kwietnia 2001     | Irlandia           | Ildefons Lima     | 1:3           |
| 8     | el. MŚ  | 1 września 2001      | Portugalia         | Roberto Jonas     | 1:7           |
| 9     | el. ME  | 16 października 2002 | Bułgaria           | Antoni Lima Solá  | 1:2           |
| 10    | el. MŚ  | 8 września 2004      | Rumunia            | Marc Pujol        | 1:5           |
| 11    | el. MŚ  | 13 października 2004 | Macedonia Północna | Marc Bernaus      | 1:0           |
| 12    | el. MŚ  | 26 marca 2005        | Armenia            | Fernando Silva    | 1:2           |
| 13    | el. MŚ  | 4 czerwca 2005       | Czechy             | Gabriel Riera     | 1:8           |
| 14    | el. ME  | 6 września 2006      | Izrael             | Juli Fernández    | 1:4           |
| 15    | el. ME  | 22 sierpnia 2007     | Estonia            | Fernando Silva    | 1:2           |
| 16    | el. MŚ  | 10 września 2008     | Białoruś           | Marc Pujol        | 1:3           |
| 17    | el. MŚ  | 6 czerwca 2009       | Białoruś           | Ildefons Lima     | 1:5           |
| 18    | el. MŚ  | 9 września 2009      | Kazachstan         | Óscar Sonejee     | 1:3           |
| 19    | el. ME  | 7 września 2010      | Irlandia           | Cristian Martínez | 1:3           |
| 20    | el. ME  | 9 września 2014      | Walia              | Ildefons Lima     | 1:2           |
| 21    | el. ME  | 13 października 2014 | Izrael             | Ildefons Lima     | 1:4           |
| 22    | el. ME  | 10 października 2015 | Belgia             | Ildefons Lima     | 1:4           |
| 23    | el. MŚ  | 9 czerwca 2017       | Węgry              | Marc Rebés        | 1:0           |
| 24    | el. ME  | 11 października 2019 | Mołdawia           | Marc Vales        | 1:0           |
| 25    | el. ME  | 14 listopada 2019    | Albania            | Cristian Martínez | 2:2           |
| 26    | el. ME  | 14 listopada 2019    | Albania            | Cristian Martínez | 2:2           |
| 27    | el. MŚ  | 31 marca 2021        | Węgry              | Marc Pujol        | 1:4           |
| 28    | el. MŚ  | 2 września 2021      | San Marino         | Marc Vales        | 2:0           |
| 29    | el. MŚ  | 2 września 2021      | San Marino         | Marc Vales        | 2:0           |
| 30    | el. MŚ  | 8 września 2021      | Węgry              | Max Llovera       | 1:2           |
| 31    | el. MŚ  | 12 października 2021 | San Marino         | Marc Pujol        | 3:0           |
| 32    | el. MŚ  | 12 października 2021 | San Marino         | Sergi Moreno      | 3:0           |
| 33    | el. MŚ  | 12 października 2021 | San Marino         | Ricard Fernández  | 3:0           |
| 34    | el. MŚ  | 12 listopada 2021    | Polska             | Marc Vales        | 1:4           |
| 35    | el. ME  | 28 marca 2023        | Kosowo             | Albert Rosas      | 1:1           |
| 36    | el. ME  | 16 czerwca 2023      | Szwajcaria         | Márcio Vieira     | 1:2           |
| 37    | el. ME  | 19 czerwca 2023      | Izrael             | Albert Rosas      | 1:2           |

1. ↑  Wynik Andory podany jako pierwszy.